# سفيتلانا جرانكوفسكايا
سفيتلانا جرانكوفسكايا (بالأوكرانية: Світлана Анатоліївна Гранковська)‏ مواليد 22 فبراير 1976، هي درّاجة روسية في صنف سباق الدراجات على المضمار. شاركت في دورة الألعاب الأولمبية الصيفية.

## الميداليات
| الميدالية | المسابقة                               |
| --------- | -------------------------------------- |
| ذهبية     | بطولة العالم للدراجات على المضمار 2001 |
| ذهبية     | بطولة العالم للدراجات على المضمار 2003 |
| ذهبية     | بطولة العالم للدراجات على المضمار 2003 |
| ذهبية     | بطولة العالم للدراجات على المضمار 2004 |

## روابط خارجية
- سفيتلانا جرانكوفسكايا على موقع الاتحاد الدولي للدراجات (الإنجليزية)
- سفيتلانا جرانكوفسكايا على موقع أرشيف الدراجات (الإنجليزية)
- سفيتلانا جرانكوفسكايا على موقع أوليمبيديا (الإنجليزية)